# Subtenente Everton
Everton Marcelino de Souza, conhecido como Subtenente Everton (Cabo Frio, 29 de abril de 1972), é um militar e político brasileiro. Filiado ao Partido Social Liberal, foi deputado estadual do Paraná entre 2019 e 19 de outubro de 2021.

## Biografia
Cabofriense de nascimento, formou-se em Direito na Universidade do Vale do Itajaí, com pós-graduação em Direito Criminal pela UniCuritiba e Direito Constitucional com formação para o Magistério Superior pela Universidade Anhanguera.
Em 1991, entrou para o Exército Brasileiro. Recebeu as medalhas "Militar de Tempo de Serviço" e de "Corpo de Tropa" e em 2015, recebeu a medalha do "Jubileu de Ouro da Vitória na II Guerra Mundial" pela Associação dos Ex-Combatentes do Brasil. Sua patente no Exército é de subtenente.

### Política
Filiado ao Partido Social Liberal, disputou as eleições gerais no Brasil em 2018 para deputado estadual na Assembleia Legislativa do Paraná. Com apenas 13.047 votos, ficou com a primeira suplência do partido. Logo no início da gestão, em 2019, assumiu a vaga de deputado, pois alguns colegas de partido assumiram outros cargos. 

#### Cassação
Em 19 de outubro de 2021, o Tribunal Superior Eleitoral, ratificou a cassação do seu mandato por abuso de poder econômico nas eleições de 2018, quando recebeu doação de pessoa jurídica, o que era vedado pela Legislação Eleitoral.